# آنا كرو
آنا كرو (بالإنجليزية: Anna Crowe)‏ هي مترجمة وكاتِبة وشاعرة بريطانية، ولدت في 1945 في بليموث في المملكة المتحدة.